# Superman de John Byrne
Superman de John Byrne refere-se às contribuições do escritor britânico naturalizado canadense John Byrne na história do Superman, entre 1986 e 1988. Nesse curto período de tempo ele escreveu, desenhou ou colaborou de alguma outra forma com mais de 50 histórias diferentes envolvendo o personagem, incluindo a representativa minissérie The Man of Steel. Byrne e os profissionais que o acompanharam — destacando-se Marv Wolfman, Dick Giordano, Mike Mignola e Jerry Ordway — estabeleceram uma série de conceitos que continuariam a ser adotados nos anos seguintes, tanto nos quadrinhos quanto nas adaptações das histórias do personagem para outras mídias.
Byrne fora contratado pela editora para reformular o personagem e fazer com que suas revistas vendessem mais, e foi bem sucedido em ambas as tarefas: a maioria dos elementos mais fantásticos comumente associados ao personagem foram removidos de sua mitologia, em favor de um enfoque mais realista e dramático que se manteria por toda a década seguinte, o nível dos super-poderes do herói sofreu uma considerável redução, a caracterização do vilão Lex Luthor foi drasticamente alterada e, embora apenas The Man of Steel tenha vendido mais de um milhão de exemplares durante sua publicação, todas as demais revistas apresentaram um aumento em suas tiragens, vendendo cerca de 200 mil exemplares por mês durante o período.
Marcado por conflitos não apenas entre Byrne e Wolfman, mas entre Byrne e a DC Comics, editora responsável pela publicação das histórias, o período é considerado um dos mais marcantes e controversos da história do personagem. O próprio Byrne já declarou publicamente que o projeto não correspondeu ao que ele pretendia fazer originalmente e as alterações por ele promovidas continuam sendo alvo de debate entre fãs, historiadores e profissionais da indústria.

## Antecedentes e contexto
Na 123ª edição da revista The Flash foi publicada a emblemática história "Flash of Two Worlds", onde Barry Allen e Jay Garrick, os dois heróis que até então já haviam adotado a alcunha de "Flash", se encontraram. As histórias de Garrick haviam sido publicadas na década de 1940, mas com o declínio da popularidade dos quadrinhos, diversas revistas, incluindo a Flash Comics protagonizada pelo herói, acabariam canceladas. Somente a partir de 1956 que o gênero retomo sua popularidade, a partir da publicação de Showcase #4, onde uma versão modernizada do Flash surgiria.
Flash of Two Worlds juntou os dois personagens, estabelecendo o "Multiverso DC", uma representação ficcional da interpretação da mecânica quântica que propõe a existência de universos paralelos. Se o surgimento do Flash havia dado início à "Era de Prata dos quadrinhos", a história de 1961 estabeleceria que os personagens surgidos durante a "Era de Ouro" (entre 1938 e 1950), bem como as histórias por eles protagonizadas, pertenceriam a um universo paralelo denominado Terra 2, distinto daquele em que ocorriam as histórias publicadas pela editora durante a década de 1960.
Superman era um dos três únicos heróis cujas histórias vinham sendo publicadas ininterruptamente desde a Era de Ouro, e era preciso esclarecer quais histórias pertenceriam ao cânone estabelecido. Em 1969, ficou decidido que o personagem surgido em Action Comics #1 era Kal-L, o Superman da Terra 2, um personagem distinto, que coexistia com o "Superman da Terra 1", personagem que protagonizava as histórias publicadas durante a década de 1960. Enquanto o "Superman da Terra 1" fazia parte da Liga da Justiça, sua contra-parte da Terra 2 fazia parte da Sociedade da Justiça, uma equipe formada por outros heróis da Era de Ouro.
O "multiverso" acabaria se revelando um conceito excessivamente confuso: inúmeros universos paralelos além dos dois iniciais foram surgindo nos anos seguintes, confundindo e afastando leitores. Frente esta situação, a DC Comics decidiu que era preciso "unificar" todas as suas publicações sob um único universo coeso e compartilhado. Mas, para poder renovar os personagens, era preciso encerrar tudo que vinha sendo publicado. Aproveitando que 1985 marcaria o 50º aniversário da editora, decidiu-se pelo lançamento de "Crise nas Infinitas Terras", uma minissérie em 12 edições que causaria a destruição de todas as "terras paralelas", encerrando a continuidade e estabelecendo uma nova, revitalizada história ao mesmo tempo em relançava todo o universo de personagens da DC Comics.

## História

### 1985–1986: Produção e planejamento
Byrne não era o único interessado em reformular Superman. Em meados de 1985, quando o editor Andrew Helfer recebeu da DC Comics a incumbência de escolher os escritores que trabalhariam nas revistas de Superman após a conclusão de Crise, vários autores foram abordados. Há registros de que pelo menos Frank Miller, Steve Gerber, Cary Bates, Elliot Maggin, Marv Wolfman e Alan Moore também haviam encaminhado propostas à editora.
A proposta de Miller e Gerber envolveria os dois trabalhando juntos na reformulação dos três principais personagens da DC Comics: Miller escreveria "The Dark Knight", uma revista dedicada a Batman, Gerber escreveria "The Amazon", dedicada à Mulher-Maravilha e os dois trabalhariam juntos numa terceira revista, cujo título não chegou a ser definido e que seria dedicada a Superman. Adicionalmente, a dupla introduziria uma nova versão da Supergirl, mas, quando lhes foi revelado que a editora estaria recebendo um determinado número de propostas de vários autores antes de escolher uma "vencedora", os dois decidiram não prosseguir com a ideia — da tripla proposta, aproveitaram-se apenas os conceitos de Miller para Batman, que o inspiraram na construção da trama da minissérie The Dark Knight Returns.
Ao contrário de Miller e Gerber, que pretendiam um reboot do personagem, a proposta de Bates daria continuidade às histórias até então estabelecidas, apenas modernizando o personagem. Quanto à proposta de Maggin, apenas comentou-se que ele havia sido um dos vários escritores que "haviam dado ideias, desde simples rascunhos até roteiros detalhados". De todas as propostas apresentadas para as revistas do personagem, a de Wolfman possuía tantas similaridades com a de Byrne que a editora convidaria o primeiro para participar da reformulação.
Wolfman inicialmente escreveria a revista Action Comics, mas antes de dar início ao projeto se reuniu com Byrne para lhe expor suas ideias para Lex Luthor, sob duas condições: a primeira era que Byrne não poderia aproveitar nem parte do conceito se não aceitasse a proposta de Wolfman integralmente, tal qual ele a ofereceria; e a segunda que, se a proposta fosse rejeitada por Byrne, Wolfman não aceitaria o convite e outra pessoa teria que ser o roteirista de Action. Byrne concordou com tais termos, e ouviu a proposta. Embora Byrne julgasse interessante o conceito proposto para Lex Luthor, acabaria por rejeitar a proposta, pois Wolfman queria redefinir também a caracterização de Lois Lane, transformando-a na amante do vilão, e isso entraria em conflito com a caracterização que Byrne já tinha em mente para a personagem. Os dois acabariam por chegar a um meio-termo: a caracterização de Wolfman para Luthor foi mantida, e Byrne retrataria Lois de acordo com o que já planejava.
Reformular Luthor era algo que Wolfman pretendia realizar desde início da década de 1980. Em 1984, foram publicadas em Action Comics #584 as histórias Luthor Unleashed e Rebirth!. Enquanto na primeira Luthor desenvolve uma armadura que lhe equipara a Superman, na segunda Brainiac converte toda a sua massa corporal em energia, transformando-se num ser robótico. Tais mudanças eram parte das comemorações dos 45 anos de Superman. Os editores responsáveis pelas revistas do personagem haviam decidido que os vilões Luthor e Brainiac seriam reformulados, e Wolfman tinha ideias para os dois, mas fora decidido que ele só poderia alterar um deles — o escritor Cary Bates, que à época escrevia a revista Superman, ficaria responsável pela mudança de Luthor.
Wolfman sempre questionou qual seria a fonte dos recursos de Luthor. Declarou, quanto ao personagem: "Eu nunca 'acreditei' no Luthor original. Todas as histórias começavam com ele fugindo da prisão, encontrando algum robô gigante que ele havia escondido num laboratório secreto em algum lugar, e terminavam com ele derrotado. Minha visão era de que, se ele podia bancar todos esses laboratórios e robôs gigantes, ele não precisaria roubar bancos. Eu também pensei que Luthor não poderia ter super-poderes. Todos os outros vilões tinham super-poderes. O 'poder' de Luthor era sua mente. Ele tinha que ser mais esperto que Superman. Os poderes de Superman tinham que ser inúteis contra Luthor porque eles não poderiam enfrentar um ao outro fisicamente, e Superman simplesmente não era mais esperto que Luthor. Eu pensei que Luthor deveria ser tão 'legal' quanto possível, e seus crimes deveriam ser tão brilhantemente concebidos que Superman não poderia acusá-lo. A melhor forma de conseguir isso era transformá-lo num empresário/cientista". Na visão do escritor, entretanto, a mudança na caracterização de Luthor foi feita no momento correto. Se feita em 1984, ela não teria, sozinha, evitado a necessidade de um reboot e "acabaria se perdendo em meio às mudanças" feitas posteriormente. Ao estabelecer o "novo" Luthor ao mesmo tempo que o "novo" Superman, criou-se "uma história maior".
O início do envolvimento de Byrne com o projeto não é claro. Se à época o próprio afirmou em entrevista à revista Amazing Heroes que havia sido Wolfman quem o teria convidado a participar da "competição" e elaborar uma proposta para o personagem, enquanto Byrne ainda estava trabalhando para a Marvel Comics, concorrente direta da DC e, empolgado com a ideia, teria mostrado para Helfer e para o editor e arte-finalista Dick Giordano qual era a sua visão para o personagem, caso assumisse os roteiros e desenhos de uma de suas revistas, em 2002, numa entrevista para o site brasileiro Universo HQ, ele afirmou que havia sido Giordano quem o havia convidado para o projeto, após o término do contrato com a Marvel.
Byrne afirmou em mais de uma oportunidade ter apresentado à editora o que chamou de "Lista de Exigências Indispensáveis", apontando quais características do personagem ele entendia que precisavam ser alteradas — por exemplo, abandonar a existência de outros personagens que também teriam sobrevivido à explosão de Krypton, como Supergirl e Krypto, e elementos excessivamente fantásticos, como a Fortaleza da Solidão e a cidade engarrafada de Kandor — para uma verdadeira reformulação do personagem, sempre afirmando que apenas uma dessas "exigências" teria sido recusada pela editora.
Em 2002, revelou ao site Universo HQ qual teria sido a exigência recusada e as circunstâncias que envolviam tanto o surgimento do conceito quanto a sua recusa: "(...) um dos problemas que percebi que confrontaria com minha versão de 'único sobrevivente' era como ficaríamos sabendo que a kryptonita poderia matá-lo. Quero dizer, claro que todos nós sabemos que kryptonita pode matar o Super-Homem, mas no contexto da história do personagem, como saberíamos? E mais importante, como ele saberia? Minha solução foi não colocar o bebê Kal-El no foguete em direção à Terra, mas sim a sua mãe, Lara, grávida. Ela chegaria, daria à luz e o bebê ganharia seus poderes aos poucos. Então, Lara encontraria o único pedaço de kryptonita que chegou ao nosso planeta e, como resultado, morreria". Jenette Kahn, presidente da editora, teria vetado essa única ideia, por considerá-la excessivamente afastada da versão original, propondo que a kryptonita fosse retratada como sendo um elemento radioativo responsável pela morte de kryptonianos antes mesmo da explosão do planeta. Byrne acabaria achando a sugestão melhor que a sua ideia original, e a implementaria.
Em 2006, no livro Modern Masters: John Byrne, editado pela TwoMorrows Publishing, Byrne manteria o declarado na entrevista de 2002, apontando Giordano como o responsável por convidá-lo para participar do projeto e a morte da mãe de Superman como a única ideia vetada pela editora antes do início do projeto.

### Uma nova origem:The Man of Steel
| |  |  |
| As duas capas da 1ª edição de The Man of Steel. A minissérie, em 6 edições, foi lançada quinzenalmente entre junho e agosto de 1986. |  |  |

Desde o final da década de 1930, as revistas Action Comics e Superman eram publicadas de forma regular, mensalmente e ao lado da outras revistas clássicas da DC Comics, como Adventure Comics, Detective Comics e Batman. Com exceção de Adventure — cancelada em 1983 na sua 503ª edição — as outras séries seguiriam com suas rotinas de publicação inalteradas com o fim de Crise. Em 1986, Action e Superman passariam pela primeira alteração na sua periodicidade: durante três meses deixariam de ter edições publicadas pela primeira vez em suas histórias, por sua relação com Superman. Entre junho e agosto daquele ano o único título protagonizado pelo personagem seria uma minissérie intitulada The Man of Steel, escrita e desenhada por John Byrne.
Fazer uma minissérie contando a origem de Superman não estava nos planos originais nem de Byrne nem da editora. Seguindo o conceito de reboot, a equipe — não apenas Byrne, mas também Wolfman e o desenhista Jerry Ordway — havia planejado fazer com que cada uma das revistas dos personagem tivesse uma temática diferente, mas todas se dedicando aos primeiros anos de sua vida, mostrando o seu amadurecimento e o aprendizado pelo qual passaria até se tornar um herói de destaque. Até o momento da assinatura do contrato, os editores da DC Comics também pareciam ter essa mesma pretensão de mostrar o personagem "aprendendo" a ser um super-herói durante as primeiras histórias. Mas segundo Byrne, assim que o primeiro ano de histórias começou a ser discutido, a editora começou a demonstrar que não mais apoiava essa ideia, insistindo que o personagem já fosse mostrado como um herói "estabelecido" — assim, surgiu The Man of Steel, uma forma resumida de contar o período de "aprendizado" pelo qual Superman teria passado.
Britânico por nascimento, Byrne havia passado a maior parte de sua vida morando no Canadá e posteriormente se naturalizou americano. A sua identificação com o país e sua cultura foi determinamente para sua visão da origem de Superman. O escritor defende que britânicos "não servem" para escrever histórias em quadrinhos de super-heróis, por "não entenderem o gênero", que seria típico dos Estados Unidos, e que a origem de Superman deveria ser contada como uma típica história americana de sucesso, a do imigrante que vem para o país e ali se estabelece.
Sendo também um imigrante, Byrne não compreendia porque Superman valorizava tanto a sua herança kryptoniana, ao invés de assumir-se como um americano: "(...) pensei em elementos de Krypton que não gostei ao longo dos anos, e um deles era a maneira com a qual o Super-Homem se referia ao planeta, na maioria das vezes, como se fosse um kryptoniano, e a Terra significasse muito pouco para ele. Como uma pessoa que nasceu em um país e cresceu em outro, sempre achei que isso era errado. Eu tenho recordações da Inglaterra, mas tinha oito anos quando sai de lá, e não tinha nenhum 'patriotismo' junto de mim. Super-Homem era ainda mais jovem quando deixou Krypton. Para mim, cada vez que ele falava 'Krypton perdido' ou exclamava 'Grande Rao!' era como se estivesse cuspindo na cara de Martha e Jonathan Kent, as pessoas que realmente cuidaram dele, e lhe deram tudo (com exceção dos poderes) que fez dele o que era".

"(...) o "super-herói" é uma invenção exclusivamente americana. Em 1776, quando os americanos neófitos expulsaram os britânicos, eles estavam expulsando também mil anos de história britânica — e de repente o Rei Arthur, Robin Hood e todas essas lendas passaram à pertencer "aos vilões". Então os americanos começaram a inventar os seus próprios heróis. É natural, com o país se sentindo inseguro em ser "o novato" na cena global, que esses heróis tivessem que ser maiores, mais rápidos, mais inteligentes e mais fortes que os de qualquer outro lugar.

A caracterização de Krypton, por mais peso que acabasse possuindo no projeto, não havia surgido exatamente por iniciativa de Byrne, mas de Dick Giordano, um dos editores da DC Comics e o arte-finalista da minissérie. Giordano queria que os leitores tivessem a impressão de que tudo seria diferente a partir da primeira página — e isso deveria começar com uma nova caracterização do planeta Krypton. Inicialmente Byrne não pretendia modificar tanto o planeta e a personalidade dos pais de Superman, apenas retratá-los de forma mais futurista, mas ao se questionar quais elementos de Krypton, especificamente, lhe incomodavam, Byrne percebeu que era o carinho (se não "patriotismo") com que Superman via o planeta que mais lhe parecia prejudicial, assim, buscou retratar Krypton como um planeta frio e estéril — "um mundo que, no final, o Super-Homem ficaria feliz em deixar", nas suas palavras.
Consequentemente, Byrne viu que precisaria revisar a relação de Superman/Clark Kent com a cidade de Smallville, onde o personagem crescera. Como parte dessa "revisão" estaria uma mudança na dinâmica com Lana Lang, amiga de infância e namorada de Clark Kent na juventude. Byrne tinha a intenção de tornar Lana o interesse romântico do herói, mesmo após ele ter se mudado para Metrópolis, mas o "triângulo amoroso" entre Clark, Lois Lane e Superman era algo tido como "inviolável" pela editora. Assim, para justificar a posição de destaque que Lana tinha na vida de Superman e na mitologia do personagem, Byrne fez Clark revelar para sua namorada que possuía super-poderes antes de decidir se mudar para Metrópolis.
A primeira edição, lançada com duas versões diferentes de capa, teria sido a primeira revista a superar 1 milhão de exemplares vendidos desde a década de 1940, segundo estimativas da época. Em cada uma das seis edições de The Man of Steel foram estabelecidas (ou, quando necessário, reexplicadas) importantes características do personagem, que continuariam a ser exploradas nas histórias publicadas nos anos seguintes. Clark Kent tem 28 anos e atua como Superman há cerca de pelo menos cinco anos. O fato de Superman usar uma roupa tão apertada, por exemplo, é explicado como decorrente da bioelectricidade do personagem — o "campo bioelétrico" do personagem seria tão desenvolvido que não apenas tornava-o mais resistente a danos, como também envolveria roupas coladas ao corpo, tornando-as igualmente mais resistentes. Byrne explicaria ainda como Superman podia se barbear ou cortar o cabelo e de que forma o Sol influenciava os seus super-poderes.

### 1986–1987: Superman em três revistas por mês
Mantendo uma média de 200 mil exemplares por mês toda a linha de revistas foi reformulada a partir de setembro de 1986. Uma nova revista intitulada Superman foi lançada, com roteiros e desenhos de Byrne, que também assumiu os roteiros e os desenhos da revista Action Comics a partir da edição 584, enquanto a revista Superman original, mantendo sua numeração, teve seu título alterado para Adventures of Superman e passou a ser escrita por Marv Wolfman.
Cada uma das revistas possuía uma temática própria, e mantinham histórias ligeiramente independentes. A nova revista Superman, escrita e desenhada por Byrne, era também a mais importante das três — na publicação, eram narradas as histórias que apresentavam aos leitores as versões modernizadas dos personagens pertencentes à antiga mitologia do personagem. Embora consideradas "primárias" e "cheias de furos nos roteiros" pelo historiador Julian Darius, as primeiras tramas de Byrne com o personagem almejavam algo até então raro no mercado das histórias em quadrinhos, com a inclusão de elementos "maduros" para o gênero, "explorando a intercessão entre super-heróis e política" e apresentando "alusões veladas a sexo e sexualidade".
Inicialmente a revista Superman não sofreria as alterações que acabaram ocorrendo. A ideia de publicar uma terceira revista com o personagem surgiria com o avanço do planejamento das histórias — a intenção original de Byrne e Wolfman era que cada um assumisse uma das duas revistas preexistentes do personagem, Superman e Action Comics.
O projeto editorial eventualmente adotado por Action Comics, no início do planejamento, pertenceria a uma terceira revista, e Alan Moore chegou a ser cogitado para o cargo de roteirista dessa nova publicação. Foi nesse contexto que o desenhista Jerry Ordway foi contratado, como o desenhista que acompanharia Moore, mas este acabaria recusando-se a participar do projeto, e as características de cada uma das revistas foi estabelecida: Byrne ficou responsável pela nova revista Superman e por Action Comics, enquanto Wolfman ficou com a rebatizada Adventures of Superman.
Adicionalmente, enquanto Action Comics passou a ser dedicada a histórias do gênero team-up, geralmente apresentando Superman se encontrando com alguns dos elementos "mágicos" que abundavam o Universo DC — não por acaso, a magia é uma das maiores vulnerabilidades do personagem — a relançada Adventures of Superman apresentava histórias em que "Wolfman retomou um pouco da preocupação social das primeiras histórias do Super-Homem, abordando questões urbanas como tráfico de drogas, guerra de gangues e ataques terroristas provocados por ditadores".

### Os conflitos entre Byrne e Marv Wolfman

Adventures of Superman #424, a primeira edição de Wolfman e Ordway.

Durante o período em que trabalhou na revista, Wolfman entrou numa série de conflitos com Byrne que o levariam a deixar o cargo de roteirista de Adventures of Superman ainda em 1987. Em uma entrevista publicado no livro de 2006 The Krypton Companion, Wolfman afirma que suas histórias eram, em muitos aspectos, uma continuidade do trabalho que ele vinha fazendo com o personagem desde antes da reformulação. Ele já havia assumido os roteiros de Action Comics ainda no início da década de 1980, e, por mais que o universo do personagem tenha mudado radicalmente em 1986, manteve a mesma abordagem. Quanto ao assunto, declarou: "Eu sei que continuarei sendo conhecido como o escritor que reformulou Luthor e Brainiac, mas eu também gostaria de ser lembrado como alguém que tentou incluir nas histórias um senso de ação, de caráter, que mostrasse que ele era mais uma pessoa com problemas e preocupações que nada tinha tinham a ver com seus super-poderes. Eu gosto de pensar que as histórias que fiz com Gil [Kane], Curt [Swan] e mais tarde Jerry [Ordway] mostraram um personagem que ainda era moderno e divertido e eram baseadas em algo mais do que simplesmente Superman enfrentando robôs gigantes".
Embora tivessem como ponto de partida as primeiras histórias de Superman, buscando retratar o herói da mesma forma que Siegel e Shuster o haviam concebido, Byrne e Wolfman não compartilhavam da mesma visão na hora de aplicar esse conceito. Enquanto Wolfman queria fazer com que Superman voltasse a enfrentar os inimigos que ele enfrentava nessas primeiras histórias — membros de gangues, políticos corruptos, assaltantes e outros "criminosos terrenos" — Byrne queria que ele escrevesse em Adventures of Superman histórias que mostrassem Superman tendo aventuras no espaço sideral. Wolfman se recusou.
No livro Modern Masters: Jerry Ordway, o desenhista responsável pela arte de Adventures of Superman, expôs sua visão sobre os conflitos entre Wolfman e Byrne: "Logo nos primeiros meses vi que havia problemas. Era tudo uma situação infeliz, porque claramente havia... Enfim, eu não era parte do atrito entre Marv Wolfman e John Byrne, mas claramente os dois tinham alguns problemas. Eu não sei se Marv não gostava da ideia de ser, de certa forma, um "subordinado", porque num determinado ponto era Byrne quem efetivamente controlava a mitologia, ou se era outra coisa, mas os roteiros estavam ficando prontos com muito atraso". Os atrasos nos roteiros representavam também um atraso nos desenhos e, consequentemente, na arte-final. Mike Machlan e Al Vey foram alguns dos profissionais que tiveram que auxiliar na arte-final para que a revista não atrasasse e durante a produção da terceira edição Ordway já estava tendo que, não apenas ajudar na elaboração não apenas dos roteiros, mas também que fazer a arte-final dos próprios desenhos, na busca por manter o rigoroso cronograma que deveria ser mantido. Não havia espaço para fill-ins ou atrasos, segundo a editora.
Em sua primeira edição, Wolfman introduziu dois novos personagem: Cat Grant e Emil Hamilton. Grant era uma bela jornalista que havia acabado de ser contratada pelo Planeta Diário, e ela e Clark se sentem atraídos um pelo outro desde o momento em que se conhecem. Wolfman a incluiu nas histórias para "tornar Clark mais real, mais cool", alguém por quem uma colega de trabalho pudesse se sentir atraída fisicamente. Hamilton, por sua vez, era um cientista e ex-funcionário de Luthor cujo sobrenome era uma homenagem ao notório escritor Edmond Hamilton, responsável por inúmeras histórias de Superman durante a "Era de Prata". Segundo Ordway, Hamilton inicialmente não figuraria nas revistas por muito tempo, pois Wolfman planejara usá-lo apenas até a conclusão daquele primeiro arco de história, onde o cientista termina "completamente ferrado por Lex Luthor e na cadeia". No ano seguinte o desenhista resolveria retomar o personagem, utilizando-o como "alguém que cumpre sua pena e passa a servir a um bom propósito graças a [influência de] Superman".

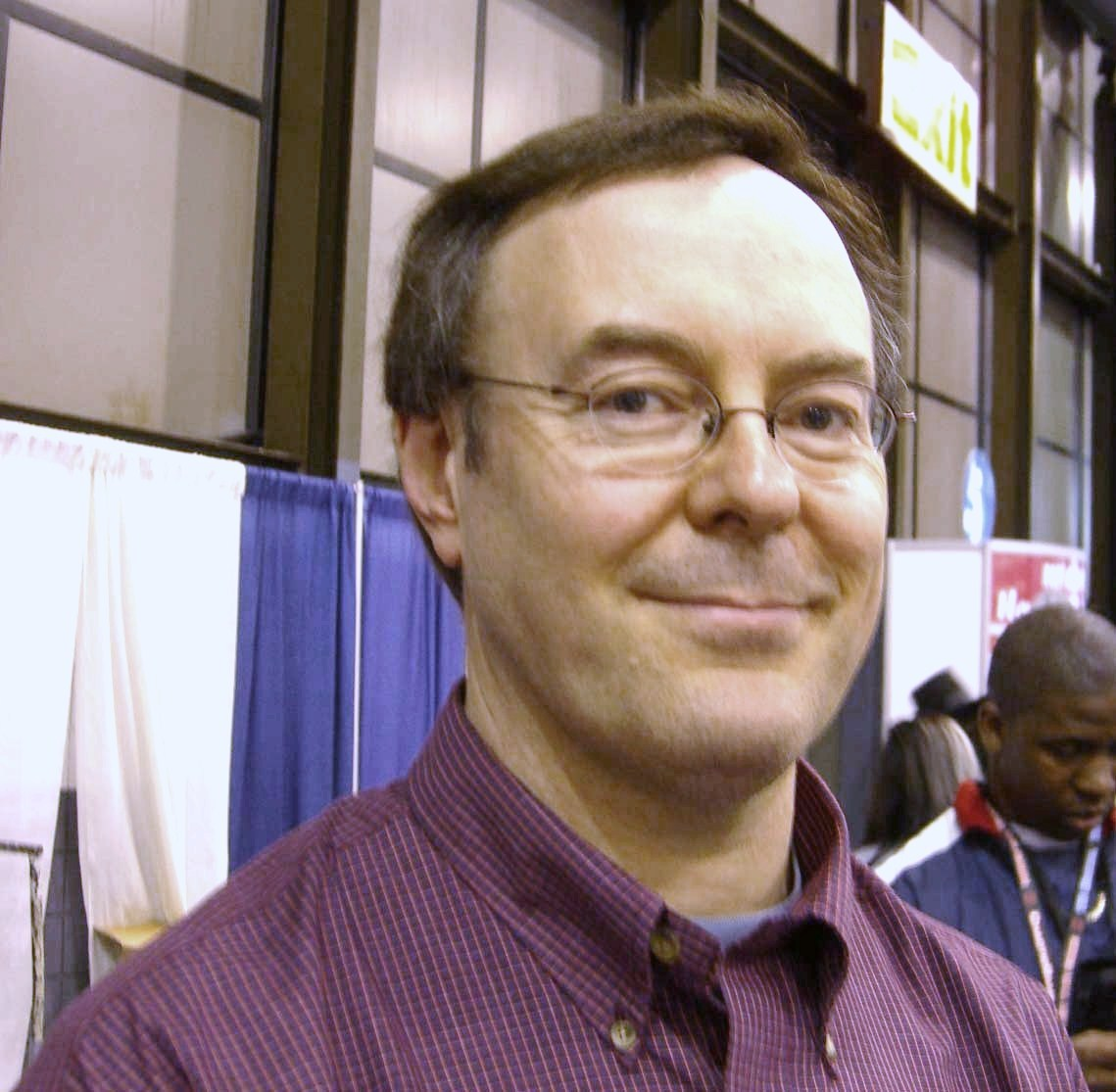
Jerry Ordway seria inicialmente apenas o desenhista de Adventures of Superman, mas acabou se tornando também o roteirista da publicação.

Dentre as contribuições de Ordway para a revista, destaca-se a criação do personagem Bibbo Bibbowski. Durante a produção de Adventures of Superman #428, Ordway viu no roteiro de Wolfman uma oportunidade de homenagear sua infância, ainda que sutilmente. O roteiro pedia por um personagem "durão" (a tough guy, no original), que não teria muito destaque na trama, mas que Ordway queria caracterizar de forma significativa. O desenhista havia crescido numa vizinhança marcada pela presença de uma tradicional taverna, e um dos frequentadores daquele estabelecimento seria a inspiração para Bibbo: "um dos 'personagens' daquela taverna, quando eu era criança, era um homem chamado Joe Kominski. Joe era um marinheiro mercante, um típico trabalhador das docas — tudo aquilo que Bibbo viria se tornar. Ele era um cara durão, mas um doce de pessoa. Ele era aquele cara que encarava 15 policiais sozinho durante um protesto, mas era também o cara que levava a mim e ao meu irmão, quando nós dois éramos crianças, até a casa do nosso avô. Ele era o nosso guardião, e era um cara sensacional. Então, quando eu pensei naquele cara durão [que Wolfman usaria na história] e pensei 'Sabe, esse cara vai ser o Jojo'". Ordway desenharia o personagem com o mesmo chapéu e casaco característicos de Kominski, mas o nome "Jojo" encontraria certa oposição por parte de Carlin, que sugeriria "Bibbo" em substituição.
Naquele ano, Ordway também teria sido o responsável pelo argumento do arco de história que introduziu o personagem Gangbuster. Ainda no segundo semestre de 1986, durante a publicação das primeiras edições de Adventures of Superman, Ordway colaborou com o roteiro de Adventures of Superman #426, sendo inclusive creditado como "co-roteirista" naquela edição. Os arte-finalistas Mike Machlan e Al Vey o haviam ajudado na elaboração do roteiro. Machlan e Ordway posteriormente discutiriam sobre como inserir o personagem Guardião novamente no elenco de apoio de Superman, mas como este não estava disponível, resolveram criar um novo personagem.

### A Legião dos Super-Heróis e Superboy

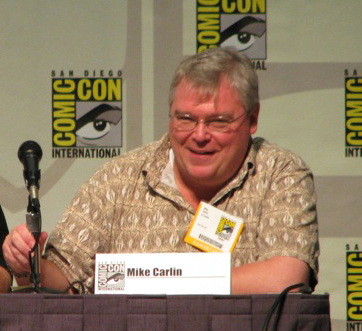
Os conflitos entre Byrne e Andrew Helfer levaram à demissão do editor e à contratação de Mike Carlin (em foto de 2007).

O primeiro ano de histórias não foi marcado apenas pelos embates entre Byrne e Wolfman. Uma série de conflitos entre Byrne e Andrew Helfer, editor inicialmente responsável pela coordenação das histórias, também ocorreriam. Helfer interferia diretamente nos roteiros, sempre querendo promover mudanças nos roteiros de Byrne, o que levou os dois a terem um relacionamento bastante caótico — "mais uma daquelas situações em que eu simplesmente não consegui me dar bem com o editor", resumiu Byrne — e seria determinante, na visão de Byrne, para que Mike Carlin fosse contratado pela editora para ocupar o cargo de "editor assistente" e, posteriormente, acabasse substituindo Helfer em tempo integral como o novo editor das revistas.
A mais significativa das interferências de Helfer ocorreu meros seis meses após o início do projeto. Ao estabelecer que Clark Kent nunca havia atuado como "Superboy" e que não existia nenhuma Supergirl, Byrne havia removido dois elementos essencias das histórias da Legião dos Super-Heróis, equipe cuja revista era bastante popular na década de 1980. Durante a produção de The Man of Steel, Byrne chegou a sugerir uma solução para o problema. Relembrando uma série de livros narrando imaginárias histórias da juventude de Robin Hood, Byrne propôs que a história da equipe fosse alterada: a formação da equipe não mais seria inspirada nas aventuras de Superboy, mas sim nos supostos relatos dessas aventuras; e Superboy nunca teria agido ao lado da equipe, pois nunca teria existido. Byrne chegou a imaginar que, num determinado momento, a Legião se encontraria com Superman quando este já fosse adulto e descobriria que as alegadas aventuras que haviam inspirado a equipe jamais teriam ocorrido.
Superboy e Supergirl, entretanto, haviam tido papéis de destaque na história The Great Darkness Saga, publicada em 1982. A editora assegurou Byrne que iria resolver quaisquer incongruências nas histórias da Legião, e que ele não precisaria se preocupar com isso. Meses depois, entretanto, Helfer lhe procuraria, em pânico, e diria que "era preciso fazer alguma coisa" para "resolver o problema" da Legião — e assim surgiria o conceito de "Mundo Compacto", um universo paralelo no qual existia um Superboy. A confusa trama, entretanto, não seria bem-sucedida nem em agradar os leitores muito menos em resolver as falhas na continuidade das histórias da Legião — pelo contrário, tornaria a questão ainda mais complicada. As quatro histórias que compõem o arco de história foram publicadas, na ordem de lançamento, em Legion of Super-Heroes  #37, Superman #8, Action Comics #591 e Legion of Super-Heroes  #38.

### Action Comics#592-593: Superman gravou um filme pornô?

Barda e Superman se beijam na capa de Action Comics #593.

Após a história envolvendo Superboy, Byrne realizaria um encontro ainda mais inusitado. Nas edições 592 e 593 da revista Action Comics Superman se encontra com alguns dos Novos Deuses, grupo de personagens criados por Jack Kirby na década de 1970. A jornalista Sonia Harris, em texto de 2010, apontou que foi através de Action que ela e muitos leitores foram "apresentados" ao Universo DC. Em cada edição da revista um diferente personagem ou grupo de personagens protagonizava uma história ao lado de Superman: "Eu não costumo ser fã dessas besteiras [crossovers e team-ups], mas a forma como Byrne as produzia... Conhecíamos os mais mágicos (e, consequentemente, mais misteriosos) membros do Universo DC. Isso era algo que realmente me impressionava: a maior vulnerabilidade de Superman era a mágica e acontecia que, na DC, o mundo era cheio de mágica, ou pelo menos era assim que Byrne fazia parecer, literal e figurativamente".
Harris, dentre todas as histórias publicadas em Action Comics no período em que John Byrne esteve à frente da revista, destacaria justamente o encontro com os Novos Deuses, por dois motivos: um seria Grande Barda, uma heroína tão impressionante e imponente que "parecia que a Mulher-Maravilha não fazia jus ao título de 'amazona'", e o segundo seria a própria temática da história, acreditando ser possível estabelecer um paralelo entre o vilão da história, Sleez  — uma criatura que ela define como tão estúpida e inconsequente que, após conseguir dominar a mente de Barda e de Superman, dois dos seres mais poderosos do planeta, teria a "brilhante" ideia de ganhar dinheiro gravando filmes pornôs protagonizados pelos dois — e a própria decadência dos valores da sociedade americana, que nos anos seguintes promoveria reality shows dedicados a expor sexualmente garotas com baixa auto-estima. Os elogios à temática, entretanto, não seriam compartilhados por grande parte da crítica. John Brownlee, da revista americana Wired, afirmou que a história representava uma contradição, uma vez que toda a reformulação promovida por Byrne tinha como objetivo tornar o personagem mais "real" e "consistente", algo que não estaria sendo feito numa história tão absurda e uma listagem publicada no site americano Newsarama, por sua vez, apontou a trama em 2011 como um dos "10 momentos da história da DC Comics que mereciam ser esquecidos".
A história se tornou uma das mais controversas do período. Embora a maioria dos fãs e historiadores acreditem que Superman realmente transou com Barda enquanto os dois estavam sendo controlados pelo vilão, Byrne deixou tal ato apenas implícito. Não há nenhum quadro na história com os dois efetivamente fazendo sexo e a única oportunidade em que o casal é retratado se beijando, além da capa da edição 593, ocorre justamente momentos antes do marido de Barda, o Senhor Milagre, invadir o estúdio de gravação e começar um conflito com Sleez. Na conclusão da história, tanto Superman quanto Barda afirmam na frente de Milagre que não se recordam de nada. A conclusão, segundo Byrne, depende do leitor: "Se você quiser que tenha o filme, então houve um filme pornô [com os dois]. Se você não quiser, então não houve".

### 1987–1988: Comemorando 50 anos de Superman
Após Action Comics atingir a histórica marca de 600 edições publicadas, Byrne deixaria o cargo de roteirista e desenhista e a DC Comics tentaria, a partir daquele ano, retomar o formato de antologia, publicando a revista numa periodicidade semanal com diferentes histórias curtas toda semana. A mudança duraria apenas até o ano seguinte, e compreenderia as edições 601 à #642. Dentre os personagens que tiveram histórias publicadas na revista durante neste período estão, além de Superman, Asa Noturna, Canário Negro, Deadman, Falcão Negro e o Vingador Fantasma.
Enquanto isso, com apenas Adventures of Superman e Superman sob seu comando, Byrne começou a aumentar as ligações entre as tramas ali publicadas — não raro a conclusão de uma história iniciada numa das revistas se dava na outra. Com Ordway auxiliando nos roteiros da primeira, além de ser o responsável pela arte, Byrne continuaria a trabalhar com o personagem até a conclusão, em maio, da "Saga da Supergirl", um arco de história que apresentou novas versões da Supergirl e do vilão General Zod. Aquele ano seria particularmente significativo: em 1988 comemorou-se os 50 anos do surgimento de Superman e Byrne fora convidado para ser o responsável pela arte da capa de uma edição da revista americana TIME, na qual foi publicada uma extensa matéria sobre a história do personagem.

Superman na capa da revista TIME em março de 1988. Byrne foi responsável pela arte — e o conteúdo da revista, responsável pela saída dele de Superman e Adventures of Superman.

Byrne aproveitaria o ano comemorativo para produzir três significativas minisséries, todas em quatro partes: The World of Krypton, The World of Smallville e The World of Metropolis. Em todas as três séries Byrne foi apenas o roteirista — Mike Mignola foi responsável pela arte de Krypton, Kurt Schaffenberger, pela arte de Smallville e Win Mortimer, pela de Metropolis — e em todas as três séries ele aprofundou as histórias e temas relacionados à origem e aos primeiros anos da vida de Superman.
Em World of Krypton, especificamente, Byrne narrou a história dos ancestrais kryptonianos de Superman. A minissérie, publicada entre agosto e novembro de 1987, não era a primeira obra a se dedicar à história do planeta Krypton — diversas histórias publicadas durante a "Era de Prata" e durante a "Era de Bronze" dos quadrinhos americanos já haviam abordado o tema, e uma minissérie de mesmo nome e tema já havia sido lançada pela editora em 1979 — mas era a única a se enquadrar na continuidade estabelecida em 1986. Suas quatro edições mostram a relação da família "El" com o planeta Krypton, e não apenas as circunstâncias em que os pais biológicos de Superman o conceberam, mas também de que forma Jor-El descobriu que o planeta iria explodir. Na terceira edição chega a ser apontado por um personagem que "há vinte e três gerações" a família El tinha um papel proeminente na sociedade kryptoniana, e na quarta edição Superman revela parte dessa história para Lois Lane.
A minissérie detalhou o quão destoante Krypton elaborado por Byrne era de tudo que fora produzido antes. Se até 1986, "Krypton era apresentado como um mundo utópico, um reflexo do que seria o futuro da Terra segundo a imaginação dos autores, com carros voadores, homem e mulheres trajando roupas espalhafatosas e vivendo numa sociedade regida pela ciência", Byrne tratou de reduzir o caráter mítico do planeta, transformando Krypton num lugar cheio de imperfeições, tão dominado pela ciência e pelo isolacionismo que seus habitantes haviam até esquecido o que era se apaixonar. O envio de Superman à Terra também passou a ser um evento menos desesperado e mais planejado. É mostrado que Jor-El havia pesquisado o planeta, e que havia escolhido os Estados Unidos como "o lugar ideal" para enviar seu filho.
World of Smallville foi publicada em seguida, a partir de dezembro de 1987, e narrou as mudanças "mais drásticas e dispensáveis na nova mitologia do herói".
A última das três minisséries, World of Metropolis, foi publicada em 1988 e ao contrário de suas predecessoras, não narrou uma única história. Cada uma de suas edições era dedicada a um personagem diferente, em tramas que, embora conectadas, eram independentes. A primeira edições mostra a ascensão de Perry White ao cargo de editor-chefe do Planeta Diário e detalha a relação do jornalista com Lex Luthor, a segunda edição mostra a primeira matéria que Lois Lane produziria para o jornal, a terceira edição é focada nos anos em que Clark Kent viveu em Metrópolis antes de se tornar Superman e a quarta o início da amizade entre Superman e Jimmy Olsen.
Apesar de sua arte ter figurado na capa, o trabalho de Byrne não foi retratado de forma exatamente positiva pela TIME. Definido como uma "alteração radical", o projeto foi ainda apontado como um exemplo de um "paradoxo" que atingia o personagem: "Embora [Superman] seja um herói nostálgico, as constantes mudanças no personagem acabam destruindo as qualidades que o transformaram originalmente num objeto de nostalgia". A matéria, publicada por uma revista que pertencia ao mesmo grupo que controlava a DC Comics, seria o estopim para que Byrne, já insatisfeito a suposta "falta de apoio" da editora às modificações que havia imposto ao personagem, decidisse abandonar as revistas.

### 1988:A Saga da Supergirle a saída de Byrne
| |  |  |
| À esquerda, capa de Superman #21, revista de 1988 e primeira das duas partes d'A Saga da Supergirl. À direita, capa da primeira edição da revista Supergirl. As capas foram desenhadas por Byrne e Gary Frank, respectivamente. |  |  |

No livro Modern Masters: Jerry Ordway, publicado em 2007, Ordway narra ao jornalista Eric Nolen-Weathington que num determinado dia Byrne simplesmente chegou à editora e entregou o roteiro para a 22ª edição — já prevista para ser a conclusão da "Saga da Supergirl" — avisando: "Estou fora. Esta é a minha última edição". Originalmente, a saga seria publicada em Superman #21-22 e Adventures of Superman #443 — mas não havia um roteiro para a próxima edição de Adventures of Superman, e com a saída de Byrne, também não havia, imediatamente, quem o escrevesse.
Mais de um ano de histórias posteriores — em particular quanto ao que fazer para desenvolver a nova Supergirl — já haviam sido discutidas, mas não roteirizadas, então o editor Mike Carlin se viu com a responsabilidade de seguir adiante com um projeto ainda em andamento — "uma obra que havia perdido o arquiteto antes de ser completamente construída", definiria Ordway. O escritor Roger Stern, que já era o responsável pela "tira" de Superman publicada à época em Action Comics Weekly, foi contratado para roteirizar Superman, e Ordway acabou sendo "promovido" ao cargo de roteirista de Adventures of Superman. Um roteiro da autoria de Ordway, produzido como um teste para uma edição especial que só seria publicada meses depois acabou sendo remanejado para a 443ª edição de Adventures of Superman, e no mês seguinte enfim seria publicada Superman #21, com o início da "Saga da Supergirl", bem como Adventures of Superman #444, também roteirizada por Byrne, mas desenhada por Ordway. Em 3 de maio de 1988, quando a conclusão da história foi publicada, Stern e Ordway já estavam adaptados ao cronograma.
A conclusão da "Saga da Supergirl", em Superman #22, acabaria por se tornar um dos momentos mais controversos não apenas daquele período, mas de toda a história do personagem. Após fracassar em impedir que Zod e seus comparsas destruam a Terra do universo compacto, Superman usa uma pedra de kryptonita amarela — minério cuja radiação remove os poderes dos kryptonianos — armazenada no laboratório do Lex Luthor daquele universo para incapacitá-los. Quando os vilões ameaçam encontrar uma forma de contra-atacar, Superman decide executá-los, usando outra pedra de kryptonita — verde, cuja radiação é letal para os kryptonianos — como forma de punição pelos bilhões de assassinatos que eles haviam cometido.

## Repercussão

### Prêmios e indicações
O trabalho desenvolvido entre 1986 e 1988 não recebeu prêmios, mas acumulou três indicações: uma ao Eisner Award e duas ao Harvey Award.
| Ano  | Premiação    | Categoria             | Obra                                     | Resultado |
| ---- | ------------ | --------------------- | ---------------------------------------- | --------- |
| 1987 | Kirby Award  | Melhor minissérie     | The Man of Steel                         | Indicado  |
| 1988 | Harvey Award | Melhor desenhista     | Jerry Ordway, por Adventures of Superman | Indicado  |
| 1988 | Harvey Award | Melhor arte-finalista | Karl Kesel, por Superman                 | Indicado  |

### Análise da crítica
Enquanto The Man of Steel foi indicada ao Kirby Award de 1987 na categoria "Melhor minissérie", a "Saga da Supergirl" se tornaria um dos trabalhos mais criticados da carreira de Byrne — o final da história, em particular, continua alvo de controvérsia. Sintetizou matéria publicada no site brasileiro Omelete: "a última saga de John Byrne com o personagem foi também a mais polêmica. O Super-Homem é incapaz de impedir que a Terra do Universo Compacto seja devastada pelos kryptonianos fugitivos da Zona Fantasma e, transtornado, comete um ato imperdoável: executa os criminosos com kryptonita, a sangue frio, estando eles já derrotados. Este Super-Homem já não era mais um super-herói capaz de nos inspirar ou gerar identificação, era um fracasso em todos os níveis".
Entre o aclamado início e o controverso final, houve, em geral, críticas positivas. Visto em retrospecto, o período é apontado como uma fase positiva na história do personagem, por novamente atrair a atenção da mídia e do público. Um pesquisa conduzida com cerca de 700 visitantes do site americano Comic Book Resources acabaria apontando o período como uma das 100 melhores fases (ou "runs") de uma determinada equipe criativa com um mesmo personagem ou revista em quadrinhos na história do gênero. Ao comentar sobre o resultado, o jornalista Brian Cronin relembrou que a contratação de Byrne pela DC Comics havia sido uma ação bastante ousada para a época, e que o artista havia realizado uma série de mudanças na história do personagem. Sobre as mudanças, destacou a maior importância dada a Clark Kent, e disse: "Byrne fez uma série de mudanças (...) mas certamente existiam mais semelhanças entre as histórias de Superman pré-Byrne e o trabalho dele nas revistas do que diferenças".
Em 2010, como parte de uma série de artigos analisando a história da DC Comics, que comemorava então 75 anos de sua fundação, Cronin listou aqueles que considerava serem "os 75 momentos mais memoráveis" dentre as histórias publicadas pela editora. Dentre eles, Superman #2, escrita e desenhada por Byrne: "Uma dramática reviravolta logo no início do Superman de John Byrne nos deu um grande vislumbre na mente de Lex Luthor — [quando lhe é revelado que Clark é o Superman] ele simplesmente não consegue entender como alguém pode não usar o seu poder o tempo todo, então como que Superman poderia ser o fraco Clark Kent?!? Uma resolução inteligente criada por Byrne e certamente um dos momentos mais memoráveis de toda sua popular passagem por Superman". A cena em que o personagem afirma que é impossível Clark Kent ser Superman — "Uma máquina sem alma poderia fazer uma dedução dessas, mas eu sou Lex Luthor! Eu sei que nenhum homem com o poder de Superman nunca iria fingir ser um mero humano", diz o vilão — seria mencionada pela equipe responsável pelo site americano IGN em 2011 como um dos 25 momentos mais memoráveis da história da editora. Segundo a matéria "com apenas algumas línguas de confiante diálogo, não apenas Byrne definiu Lex Luthor para uma nova era, como também deu aos leitores um vislumbre da mente do maior inimigo de Superman. Seja ele um cientista louco, um político corrupto ou um empresário erudito, a sede de poder de Luthor raramente prevaleceu tanto quanto nesse clássico momento".
Em diversas outras oportunidades, não apenas Cronin, mas vários outros membros da equipe do Comic Book Resources avaliariam as histórias. Em 2009 Cronin já havia mencionado a cena de Superman #2 e outras duas sequências diferentes do período durante a série de postagens "A Year of Cool Comic Book Moments". Em uma série de postagens diferente, intitulada "A Year of Cool Comics", dedicada não a momentos, mas à histórias, uma quarta história produzida por Byrne seria elogiada — Action Comics Annual #1, na qual ele foi o autor de um "forte roteiro" mostrando Batman e Superman atuando juntos apesar da inimizade. O mais forte ponto da história, entretanto, seriam os desenhos de Art Adams e Dick Giordano Uma matéria sobre a história do personagem daria ao período igual destaque às histórias publicadas na "Era de Prata", colocando Byrne como uma figura tão influente na história do personagem quanto Mort Weisinger (editor responsável pelas histórias publicadas até 1970, período em que surgiram personagens como a Supergirl, Bizarro e Brainiac) e Julius Schwartz (editor responsável pelas revistas durante a década de 1970, um dos períodos mais populares do personagem), dizendo: "[Byrne] reimaginou tudo, da cultura e geologia kryptoniana à personalidade de Lois Lane. Era algo novo e uma clara ruptura com o passado. As pessoas notaram, as vendas aumentaram pela primeira vez em anos e Superman era legal uma vez mais". A jornalista Sonia Harris, em texto de 2010, criticaria o excesso de explicações que Byrne parecia querer dar para todos os elementos do enredo, mas elogiaria as histórias.
O site brasileiro Universo HQ, em texto publicado em 2006, listaria "os dez grandes momentos do Super-Homem nos quadrinhos" e a obra de Byrne seria mencionada em três oportunidades: Na 10ª posição figurou Action Comics #600, que mostrou um inédito beijo entre Superman e Mulher-Maravilha, estabelecendo um tema que viria a se repetir em várias histórias posteriores dos dois personagens; Na 8ª posição, a conclusão da Saga da Supergirl; e em 4º lugar a própria reformulação promovida por Byrne, que "transformaram o Homem de Aço em um personagem mais humano e com muitas possibilidades para grandes aventuras". À frente da reformulação estaria apenas o casamento de Superman e Lois Lane, publicado em 1994, a morte do personagem, publicada entre 1992 e 1993, e Action Comics #1, com o surgimento do herói.

### Reação do público
A partir do momento em que foi anunciado que Byrne assumiria o personagem e o reformularia, críticas por parte da base de fãs surgiriam. Embora bem aceita fora dos Estados Unidos, as histórias de Byrne, em particular The Man of Steel, receberiam fortes críticas por parte de fãs americanos, descontentes com o "novo" Super-Homem. Aqueles que enxergam a histórias de forma negativa apontam que "[Byrne] foi tão radical que acabou eliminando muito do apelo básico do herói e criando algo diferente e quase irreconhecível para os antigos fãs", enquanto os defensores da "versão" de Byrne a julgam "a melhor já produzida" na história do personagem.
Embora jornalistas como Brian Cronin, do site americano Comic Book Resources, argumentem que "existiam mais semelhanças entre as histórias do Superman pré-Byrne e o trabalho dele nas revistas do que diferenças", as mudanças promovidas no período continuam sendo vistas como controversas até por profissionais dos quadrinhos. Tão fervorosos quanto os críticos são os defensores de Byrne, que, no início da década de 2000, reagiram de forma consideravelmente negativa quanto o editor Eddie Berganza e a equipe de escritores capitaneada por Jeph Loeb começaram a eliminar ou substituir alguns dos conceitos estabelecidos em 1986.

## Legado
O historiador Timothy Callahan, em matéria publicada no site americano Comic Book Resources, reconheceria o valor das histórias, que "definiriam o personagem para toda uma geração", mas relativizaria o seu impacto, afinal, muitas das modificações que ele havia feito na mitologia do personagem foram desconsideradas nos anos seguintes. Mas, se por um lado, a ansiedade criada pelo projeto havia tornado a leitura de Superman #1 algo assaz decepcionante, Byrne, com suas 22 edições na revista havia conseguido sim mudar fundamentalmente o personagem:
| “ | [O Superman moderno] tem muito mais em comum com o Superman de John Byrne do que com a versões de Cary Bates, Elliot S! Maggin, Denny O'Neil, Jerry Siegel ou Edmond Hamilton. Os conceitos da Era de Prata e da Era de Bronze podem ter retornado, mas o homem no centro das histórias não mudou tanto assim do que John Byrne nos deu no final de 1986. Ele pode ser bem mais poderoso hoje, mas ainda é o Super-Homem com esperanças e medos, é o Super-Homem que é mais homem do que alienígena, aquele que luta. É uma abordagem mais internalizada do personagem — consistente com a Era Moderna da indústria das revistas em quadrinhos — mas é a que tem durado. Este não é, este não tem sido um Super-Homem que escapa ileso. Seus encontros, suas experiências de vida, tudo tem levado a algo. Mesmo no período de Denny O'Neil ou de Cary Bates [à frente dos roteiros], Superman era um "herói de teflon". Nada o atingia, e mesmo os eventos mais traumáticos não possuíam mais do um impacto meramente momentâneo. Não havia um efeito cumulativo. A capa nunca era maculada. Byrne acrescentou esse "efeito acumulativo". O Superman dele não apenas lidava com a ameaça imediata, sua capa não ficava rasgada apenas de vez em quando, o Superman dele sentia o fardo de seu papel. | ” |

### As histórias após Byrne

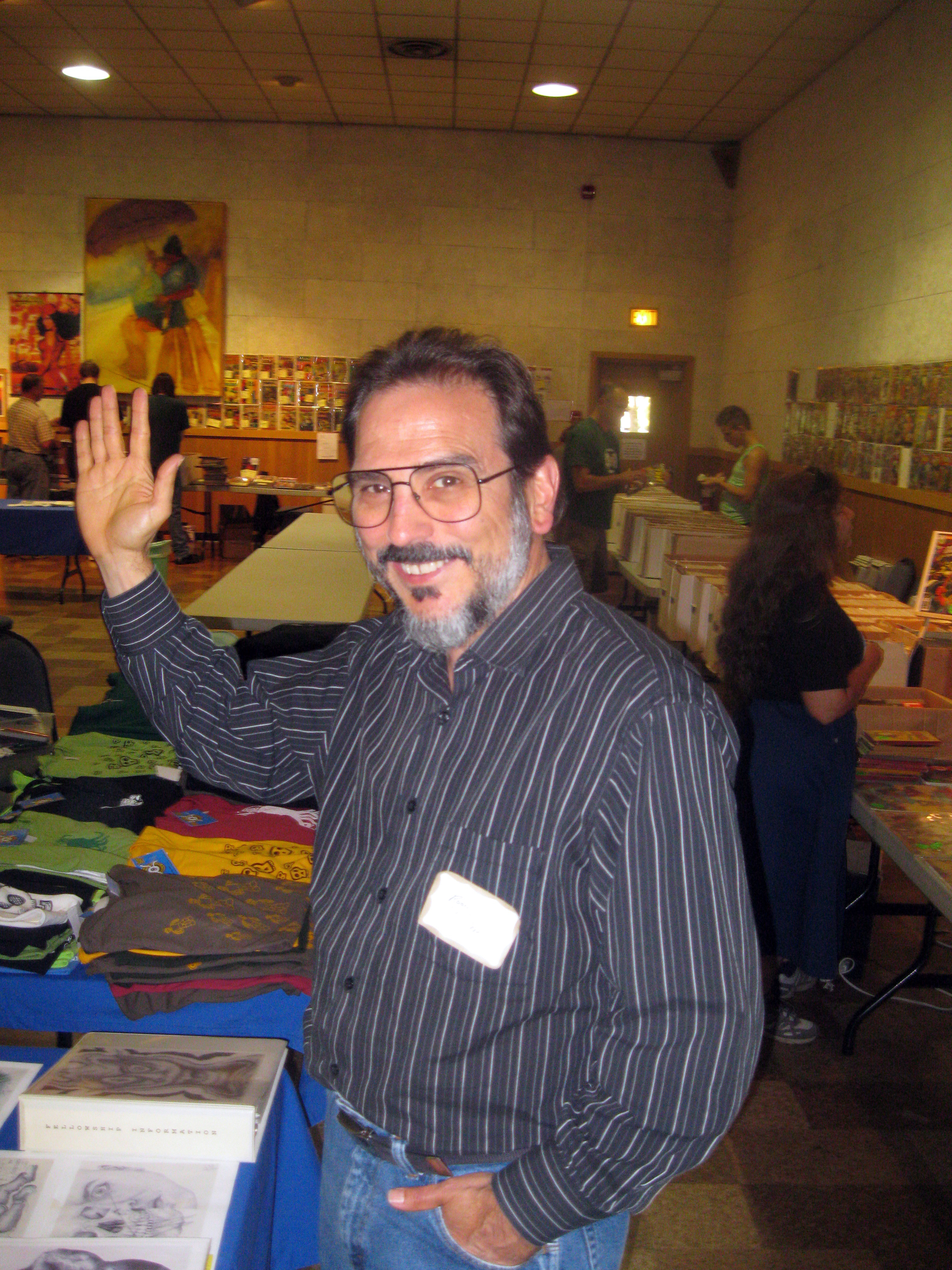
Roger Stern, um dos roteiristas que trabalhou com Superman após a saída de Byrne.

O trabalho desenvolvido por Byrne continuaria influenciado as histórias do personagem mais de uma década após ele abandoná-lo. Imediatamente após sua saída, o editor Mike Carlin, o escritor Roger Stern — contratado como o novo escritor de Superman — e Jerry Ordway —  agora acumulando as funções de roteirista e desenhista de Adventures of Superman — tiveram que lidar com a responsabilidade de não apenas dar continuidade à revitalização da mitologia de Superman, mas também que lidar com os elementos do enredo que não haviam sido resolvidos por Byrne.
O primeiro dos problemas era lidar com as consequências que o final da "Saga da Supergirl" teria. Embora Ordway discordasse da conclusão escrita por Byrne — Superman executou os três super-vilões kryptonianos mesmo após ter conseguido extirpá-los definitivamente de seus super-poderes — por acreditar que aquele não era um comportamento condizente com as características do personagem, as implicações psicológicas daquela decisão seriam abordadas na série de histórias publicadas entre novembro de 1988 e junho de 1989. Superman, se sentindo culpado, acabou desenvolvendo uma série de conflitos internos que o levaram à apresentar por certo período uma segunda personalidade e, posteriormente, a um exílio auto-imposto, durante o qual o personagem vagou pelo espaço tentando redescobrir se ainda poderia agir como um herói.
Stern e Ordway continuariam a trabalhar nas revistas do personagem nos anos seguintes, em tramas sempre bem vistas pela crítica, e a partir de 1991 se juntaria à equipe o escritor e desenhista Dan Jurgens, que assumiria a revista Superman. No final daquele ano Ordway passou a ser apenas o roteirista de Adventures of Superman, para se dedicar a um projeto que lhe consumiria anos para enfim se concretizar: a revista The Power of Shazam!, protagonizada pelo Capitão Marvel. De todas as histórias produzidas pela equipe nos anos seguintes, se destacou A Morte e o Retorno de Superman, um extenso arco de história publicado entre 1992 e 1993, e uma das mais conhecidas histórias em quadrinhos de todos os tempos, pelo imenso destaque que teve na mídia. Após a ressurreição do personagem, Ordway deixou de trabalhar regularmente com as histórias de Superman para se dedicar à The Power of Shazam!, enquanto Jurgens continuaria até 1999. Dentre as histórias publicadas na década de 1990 destacam-se ainda: a revelação à Lois Lane que Clark Kent e Superman eram a mesma pessoa; o casamento de Lois e Clark numa edição especial intitulada Superman: The Wedding Álbum, lançada em 1994; os eventos Zero Hora e Noite Final; e a mais radical alteração já sofrida pelo personagem: a mudança de seu uniforme e poderes durante a saga do "Superman elétrico".

### Modificações no cânone
Além de diminuir consideravelmente o nível dos poderes de Superman e incluir explicações para essas limitações, Byrne promoveu algumas modificações significativas na mitologia do personagem:
- Lex Luthor: Até 1986 o vilão era caracterizado como um "cientista louco" que havia ficado calvo por causa de Superman quando ambos eram adolescentes vivendo em Smallville, mas Byrne e Wolfman o redefiniriam como um influente e inescrupuloso empresário de Metrópolis e um dos homens mais ricos do mundo[9][13][16] — nas palavras de Byrne, "uma mistura entre Donald Trump, Ted Turner, Howard Hughes e talvez até Satã".[14]
- Lois Lane: Embora algumas histórias publicadas antes de 1986 já retratassem Lane como uma mulher inteligente e uma respeitável repórter, o arquétipo da "donzela em apuros" ainda era fortemente associado à personagem. Byrne buscou caracterizar Lois como uma mulher carismática e de personalidade forte.[16]
- Superboy: De acordo com o estabelecido em The Man of Steel, Superman teria passado toda a sua infância e juventude em Smallville, teria desenvolvido seus poderes num ritmo mais lento e nunca teria agido como um "Superboy"[53] nem conhecido a Legião de Super-Heróis, uma equipe de super-heróis do século 30 que, paradoxalmente, teria sido formada por causa do herói.[16]
- Clark Kent: a "identidade secreta" de Superman passou a ter uma importância muito maior nas histórias[53] e se tornou a "verdadeira" personalidade. Era "Clark Kent" que se disfarçava de "Superman", e não mais o contrário.[34]
- Smallville: Byrne estabeleceu que a cidade interiorana de Smallville ficava no estado do Kansas[71] e que Lana Lang saberia que Clark Kent e Superman eram a mesma pessoa.[14]

### Influenciando outras mídias

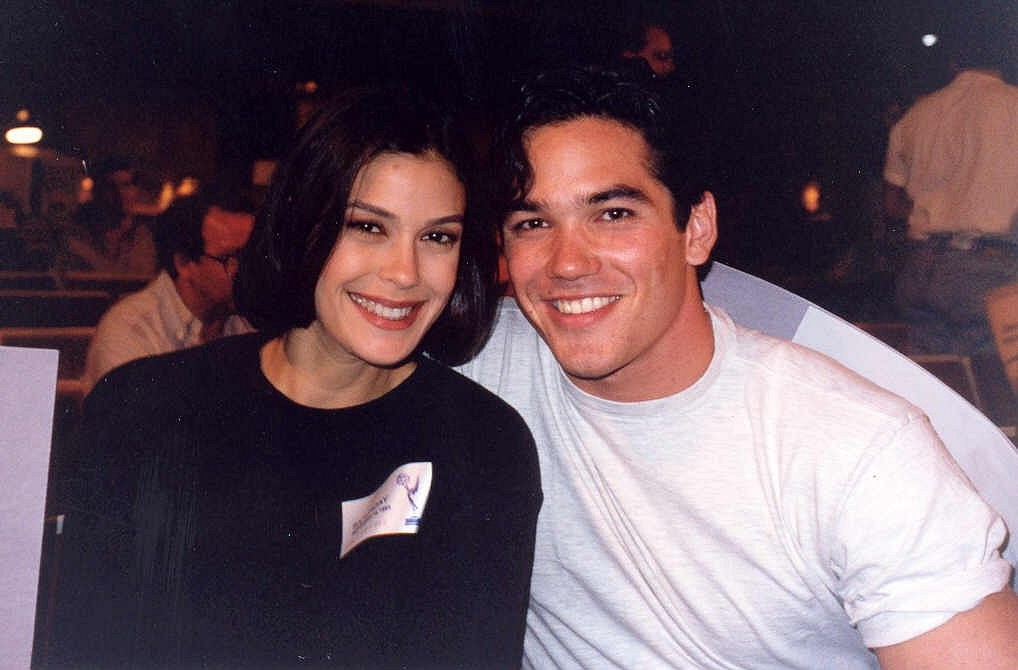
Teri Hatcher e Dean Cain, os protagonistas da série Lois & Clark: The New Adventures of Superman.

O impacto do trabalho de John Byrne e Marv Wolfman não foi imediato, mas já foi sentido em outras mídias em 1988, quando o estúdio Ruby-Spears Productions produziu a série Superman aproveitando vários dos conceitos estabelecidos pelos roteiros da dupla. Entretanto, naquele mesmo ano começou a ser exibida a série Superboy, produzida por Alexander e Ilya Salkind, a mesma dupla que havia sido responsável pelos filmes estrelados por Christopher Reeve. A série, protagonizada pelo ator John Haymes Newton, retratava as aventuras de Clark Kent como Superboy na cidade interiorana de Smallville, caracterização oposta ao que havia sido estabelecido nos quadrinhos. Apesar disso, Carlin e Helfer elaboraram alguns roteiros para a série, buscando aproximá-la do realismo presente nos quadrinhos sem ignorar que, em Superboy, era Lana Lang e não Lois Lane o par romântico do herói.
No iníco da década de 1990, com a produção da série  Lois & Clark: The New Adventures of Superman, os funcionários da DC Comics serviram de consultores em mais de uma oportunidade, e a série incorporou muitos dos elementos estabelecidos nos quadrinhos de 1986. Por exemplo, Jonathan e Martha Kent foram incluídos no elenco de apoio, interpretados por Eddie Jones e K Callan, e a cidade de Smallville foi retratada como sendo no Kansas. A segunda metade da década, por sua vez, foi marcada pela série animada Superman: The Animated Series, que mostrou um Lex Luthor bem similar ao criado por Wolfman e Byrne.

## Revisionismo
Inicialmente, a DC Comics evitou realizar modificações na história de origem contada por Byrne, preferindo dar continuidade às histórias modernas. Em 1995, houve a primeira tentativa de "revisar" The Man of Steel, com a inclusão de novos elementos que não alterassem significativa os eventos, mas expandissem as histórias contadas por Byrne. Quatro edições especiais foram lançadas com um mesmo tema - "Ano Um" - e objetivo - contar histórias situadas no primeiro ano em que Clark Kent atuou como Superman. Adventures of Superman Annual #7, escrita por Karl Kesel e desenhada por Ron Wagner, expandiu a trama de Man of Steel #2, mostrando a criação da Intergangue e detalhando o papel da Capitã Maggie Sawyer na "Divisão de Crimes Especiais" da Polícia de Metropólis. Os eventos desse período também são abordados em Superman Annual #7.
Uma leve alteração ocorreu em Superman: The Man of Steel Annual #4: A trama de Man of Steel #3 é expandida para mostrar Superman se encontrando também com a Liga da Justiça. Action Comics Annual #7 também mostra uma história situada o "ano um", mas sem uma indicação específica, e retrata a primeira viagem de Superman para outro planeta. Posteriormente seria publicada a minissérie The Kents, situada num período anterior à todas as demais histórias: a trama publicada entre 1997 e 1998 narrava a história dos primeiros membros da família Kent a morar no Kansas, no ano de 1853.
No final da década de 1990, quando Eddie Berganza assumiu as funções de editor responsável pelas histórias de Superman, as quatro revistas então protagonizadas pelo personagem — Action Comics, Superman, Adventures of Superman e Superman: The Man of Steel — vinham passando por baixas vendas, e suas histórias tinham pouca repercussão junto ao público. Berganza, então, contrataria uma equipe capitaneada por Jeph Loeb — que se tornou o escritor de Superman — e Joe Kelly — que assumiu os roteiros de Action Comics — com a responsabilidade de "revitalizar" o personagem a partir de outubro de 1999, promovendo inúmeros questionamentos acerca das várias facetas que o definiam.
Conforme definiu Marcus Medeiros, do site brasileiro Omelete, em 2005, após a equipe sair definitivamente das revistas: "o objetivo dos roteiristas era evoluir as bases estabelecidas por John Byrne e seus seguidores para conseguir um Super-Homem mais humano — consequência de sua criação por Jonathan e Martha Kent — ao mesmo tempo em que resgatariam a magia e a grandeza perdida da Era de Prata dos super-heróis". E realmente vários elementos da dita "Era de Prata" (designação utilizada por público e crítica para se referir às histórias em quadrinhos publicadas no período histórico de 1960 a 1970) que haviam sido abandonados por Byrne foram reintroduzidos nas histórias publicadas entre 1999 e 2004, como Krypto, o Super-Cão. À época, tais histórias foram em geral bem-recebidas, mas não de forma unânime. Robert Greenberger, do site americano Comic Book Resources, elogiaria a capacidade da equipe de revitalizar o personagem e suas histórias, mas condenaria a falta de ineditismo: "Eles não trouxeram nada de novo, apenas atualizaram as histórias contadas por Mort [Weisinger]", disse, em texto de 2010.
Entre 2003 e 2004, a origem do personagem foi reformulada por Mark Waid na minissérie em doze partes Superman: Birthright, que novamente estabeleceu Luthor como amigo de Clark Kent durante a juventude de ambos em Smallville, mas manteve Superman como um herói cuja carreira começou quando adulto. Dentre as características do personagem destacadas na história estava o fato dele ser um vegetariano, suas viagens pelo mundo antes de se tornar um super-herói e a sua primeira aparição pública. Em The Man of Steel o personagem aparecia em público sem uniforme salvando uma "nave experimental", algo que, segundo Waid, fazia todo o sentido na época em que a história foi publicada, dada a popularidade do programa de ônibus espaciais da NASA, mas que no século XXI já era associado a um conceito datado. Outros pontos incomodavam Waid — o personagem ter aparecido sem estar usando o uniforme que o caracterizava, por exemplo. Disse: "[A
história narrada por Byrne] era basicamente um produto de seu tempo, como deveria ser. Ônibus espaciais eram uma parte (...) muito importante da cultura americana, que tinham um impacto, significado e relevância muito maior vinte anos atrás. Além disso, por 'Birthright' estabelecer que o traje em si possui um maior peso cultural sobre Clark, que é uma parte essencial da sua identidade como Superman, foi decidido que, embora pudessem ser incluídas passagens que permitissem que o incidente envolvendo o ônibus espacial havia acontecido em outra oportunidade, a estreia de Superman deveria ser trajando o uniforme".
Em 2006, Geoff Johns assumiria o cargo de roteirista da revista Action Comics, e ao lado de Kurt Busiek (responsável pelos roteiros de Superman) começaria a incluir referências aos primeiros anos da vida de Superman. Todo esse trabalho culminaria, em 2009, na produção de Superman: Secret Origin, uma minissérie em seis partes produzida com o intuito de contar a "história definitiva" dos primeiros anos de Superman, incorporando elementos não apenas do trabalho de Waid e Byrne, mas também das histórias produzidas antes de 1986. Foi mantida a ideia de que Superman começou a sua carreira de super-herói quando adulto, mas incorporou-se ao cânone as aventuras que ele teria tido quado jovem com a Legião dos Super-Heróis. Da mesma forma, foi mantida a amizade de Luthor e Superman durante a juventude dos dois.

## O cânone em 2011
Em junho de 2011, a DC Comics anunciou que relançaria toda a sua linha editorial de quadrinhos de super-heróis. Todo o universo ficcional foi revisado e um novo status quo foi estabelecido. Com a linha de revistas de Superman, a mudança foi total. Um novo cânone foi estabelecido e o escritor britânico Grant Morrison assumiu os roteiros da revista Action Comics, contando uma nova versão do início da carreira de Superman, e alterando sua caracterização. Após 904 edições contínuas, a nova Action Comics #1 foi lançada em 7 de setembro, e Morrison afirmou que pretende usar as histórias da "Era de Ouro" como inspiração, voltando a caracterizar o herói como fora originalmente concebido por Siegel e Shuster.
Enquanto Byrne havia estabelecido Superman como um "agente especial" da polícia de Metrópolis que sempre agia colaborando com as autoridades, inclusive colocando-o no encalço de Batman quando este era procurado pela polícia de Gotham City, Morrison pretende realinhar o herói com os ideais que ele defendia originalmente, tornando-o menos um "escoteiro" e mais alguém que enfrenta qualquer força opressora, incluindo a polícia. Disse: "Superman luta pela justiça, não necessariamente pela lei".
Morrison teve por objetivo apresentar um Superman mais idealista, cujos pais adotivos já faleceram e que não enfrenta super-vilões, mas sim defende a população contra problemas mais "comuns", como políticos corruptos e ladrões de banco. Lex Luthor, por sua vez, não é retratado como alguém que tem inveja da superioridade de Superman, mas como alguém que considera o alienígena uma "espécie invasora" cuja presença na Terra é uma ameaça para o meio ambiente e para o desenvolvimento do planeta — Luthor chega a comparar Superman com os sapos Rhinella marina, cuja introdução na Austrália foi desastrosa para o ecossistema local. Segundo Chad Nevett, do Comic Book Resources, os personagens mantiveram seus "valores fundamentais", mas estes passaram a ser apresentados "por ângulos diferentes" que relembram as primeiras histórias de Superman, no final da década de 1930. Vista como "ousada" e tão impactante para a década de 2010 quanto o trabalho de Byrne fora originalmente, essa nova reformulação imediatamente angariou uma série de críticas positivas.

## O plano original de Byrne, em 1984
Em 26 de agosto de 2011 o escritor Jim Shooter revelou em seu blog que as ideias usadas por Byrne em The Man of Steel haviam surgido pelo menos dois anos da minissérie ser publicada, quando ambos ainda trabalhavam para a Marvel. Shooter foi editor-chefe da Marvel Comics entre 1978 e 1987, e Byrne, à época, trabalhava na revista Fantastic Four e a tiragem das publicações da Marvel correspondiam à mais da metade de todo o mercado. A venda média das revistas da DC Comics estava desde metade da década de 1960 numa espiral descendente — segundo dados recolhidos pelo historiador John Jackson Miller, a revista Superman, especificamente, havia caído de uma média de 820 mil exemplares por mês em 1965 para cerca de 123 mil em 1983. Em fevereiro de 1984, Bill Sarnoff, um dos mais importantes executivos da Warner Bros., procurou Jim Shooter em seu escritório na Marvel e lhe perguntou se a editora tinha interesse em adquirir o licenciamento dos personagens da DC Comics. Shooter já havia mencionado tal caso brevemente em 2000, onde explicara que a "lógica" da proposta se deva pela forma como o mercado se dividia na época: Enquanto os quadrinhos da Marvel eram um produto altamente lucrativo que não era alvo de licenciamentos, os personagens da DC Comics rendiam uma fortuna em licenciamentos para produtos derivados enquanto as revistas vendiam cada vez menos. Shooter elaborou um plano administrativo e editorial para lidar com os personagens da DC, e as negociações já haviam começado quando dois fatos ocorreram: Byrne tomou conhecimento da negociação e rapidamente apresentou para Shooter sua proposta para Superman, dizendo ansiar escrever o personagem, e a First Comics abriu um processo contra a Marvel, acusando a editora de práticas anticompetitivas. O processo influenciou as negociações com a Warner Bros., que acabaram suspensas.
Em texto publicado em 25 de outubro, Shooter resumiu a proposta original de Byrne, cuja cópia ainda guarda. Byrne apresentou um sumário composto por quatro capítulos, intitulados Krypton, Smallville, Metropolis e The Man of Tomorrow. O primeiro capítulo mostraria Jor-El tentando convencer o "Conselho dos Doze", responsável pelo governo de Krypton, de que toda a população corria perigo e, uma vez derrotado, como ele enviaria Lara, sua esposa grávida de seis meses, para longe dali antes que o planeta explodisse. A viagem de Lara até a Terra duraria três meses num foguete viajando na velocidade da luz, e sua chegada à cidade de Smallville era tratada pelo segundo capítulo, onde Jonathan e Martha Kent, um casal de fazendeiros com cerca de cinquenta anos, são surpreendidos pela queda da espaçonave e ajudam Lara a dar à luz seu filho, a quem chama de "Kal-El". Os Kent assumem a criança, agora chamada pelo nome "Clark", e o restante do segundo capítulo mostraria a evolução dos poderes dele até seus quinze anos. No instante em que Clark descobre que pode voar, seu pai tem um ataque cardíaco e falece. O terceiro capítulo começaria logo após Clark concluir sua faculdade de jornalismo e mostraria ele sendo contratado pelo Planeta Diário. Num dado momento, o Presidente dos Estados Unidos é sequestrado por terroristas, e Clark usa seus poderes para descobrir onde eles estavam escondidos. De posse da informação, ele avisa as autoridades. O resgate do Presidente, entretanto, não é bem-sucedido: no conflito, cinco pessoas morrem e o próprio Presidente é gravemente ferido. Clark se sente culpado por não ter feito nada e resolve se tornar Superman. O último capítulo detalharia as primeiras aparições do herói, e concluiria com o surgimento do vilão Lex Luthor